# Cheick Sallah Cissé
Cheick Cissé Sallah Junior (født 19. september 1993) er en ivoriansk taekwondo-udøver.
Han tog VM-guld i 2023 World Taekwondo Championships i Baku. Han vandt OL-guld i Rio 2016, som den første ivorianer nogensinde.
Under Sommer-OL 2024 som blev afholdt i Paris, tog han bronze.